# 豊後高田市立都甲中学校
豊後高田市立都甲中学校（ぶんごたかだしりつ とごうちゅうがっこう）は、大分県豊後高田市松行にある公立中学校。2013年より豊後高田市立都甲小学校と統合し、小中一貫校「戴星学園」として開校した。

## 沿革
- 1947年5月5日 - 東都甲中学校・西都甲中学校が設立される
- 1950年 - 東都甲村組合都甲中学校と改称
- 1951年 - 高田町立都甲中学校と改称
- 1952年 - 新校舎完成
- 1954年 - 校歌制定。豊後高田市立都甲中学校と改称
- 1991年 - 新校舎落成。校訓制定
- 1992年5月8日 - 新校舎落成式
- 2013年4月1日 - 小中一貫校豊後高田市立戴星学園が開校

## 行事
- 毎年、観菊会が開催され、併せて音楽発表や招待された高齢者への肩たたき等も行われている。